# Agonotrechus
Agonotrechus is een geslacht van kevers uit de familie van de loopkevers (Carabidae). De wetenschappelijke naam van het geslacht is voor het eerst geldig gepubliceerd in 1923 door Jeannel.

## Soorten
Het geslacht Agonotrechus omvat de volgende soorten:
- Agonotrechus amplicollis Ueno, 1999
- Agonotrechus andrewesi Jeannel, 1923
- Agonotrechus birmanicus (Bates, 1892)
- Agonotrechus campanulatus Ueno, 1999
- Agonotrechus dubius Belousov & Kabak, 2003
- Agonotrechus farkaci Deuve, 1995
- Agonotrechus horni Jedlicka, 1932
- Agonotrechus iris Andrewes, 1935
- Agonotrechus lunanshanus Belousov & Kabak, 2003
- Agonotrechus nomurai Ueno, 1999
- Agonotrechus sinotroglophilus Deuve, 1999
- Agonotrechus sishuanicola Deuve, 1989
- Agonotrechus tenuicollis Ueno, 1986
- Agonotrechus tonkinensis Jedlicka, 1939
- Agonotrechus trechoides Belousov & Kabak, 2003
- Agonotrechus ventrosior Deuve, 1995
- Agonotrechus vina Ueno, 1999
- Agonotrechus wuyipeng Deuve, 1992
- Agonotrechus yunnanus Ueno, 1999